# Dipterus
Ne doit pas être confondu avec Diptère ou Diptera.
Genre
Synonymes
- Catopterus Agassiz, 1833[2]
- Eoctenodus Hills, 1929[2]
- Paradipterus Jaekel, 1927[2]
- Polyphractus Agassiz, 1844[2]

Dipterus (« deux ailes ») est un genre éteint de poissons pulmonés qui vivait au Dévonien supérieur en Europe et en Amérique du Nord.

## Systématique
Le genre Dipterus a été créé en 1828 par les géologues et paléontologues britanniques Adam Sedgwick (1785-1873) et Roderick Murchison (1792-1871), avec comme espèce type Dipterus valenciennesi.

## Description
Concernant Dipterus valenciennesi, il s'agit d'un poisson d'une taille moyenne d'environ 35 centimètres, ressemblant beaucoup aux dipneustes modernes. Comme son ancêtre Dipnorhynchus, il possédait des plaques dentaires sur son palais (plaques palatales) au lieu de véritables dents. Cependant, contrairement à ses parents modernes, pour lesquels les nageoires dorsale, caudale et anale sont fusionnées, les nageoires de Dipterus étaient séparées. Ce poisson sans vessie natatoire respirait par des poumons, encore présents, bien que moins développés, chez les poissons pulmonés actuels. Il devait se nourrir principalement d’invertébrés.

## Liste d'espèces
Selon Paleobiology Database (23 juillet 2021) :
- † Dipterus calvini Eastman, 1900
- † Dipterus contraversus Hay, 1899
- † Dipterus costatus Eastman, 1900
- † Dipterus crassus Gross, 1933
- † Dipterus flabelliformis Newberry, 1889
- † Dipterus fleisheri Williams, 1882
- † Dipterus johnsoni Bryant & Johnson, 1936
- † Dipterus macropterus Traquair, 1888
- † Dipterus microsoma Hills, 1931
- † Dipterus minutus Newberry, 1889
- † Dipterus mordax Eastman, 1900
- † Dipterus nelsoni Newberry, 1889
- † Dipterus oervigi Gross, 1964
- † Dipterus serratus Eichwald, 1844
- † Dipterus sherwoodi Newberry, 1875
- † Dipterus uddeni Eastman, 1900
- † Dipterus valenciennesi Sedgwick & Murchison, 1828 - espèce type

## Galerie

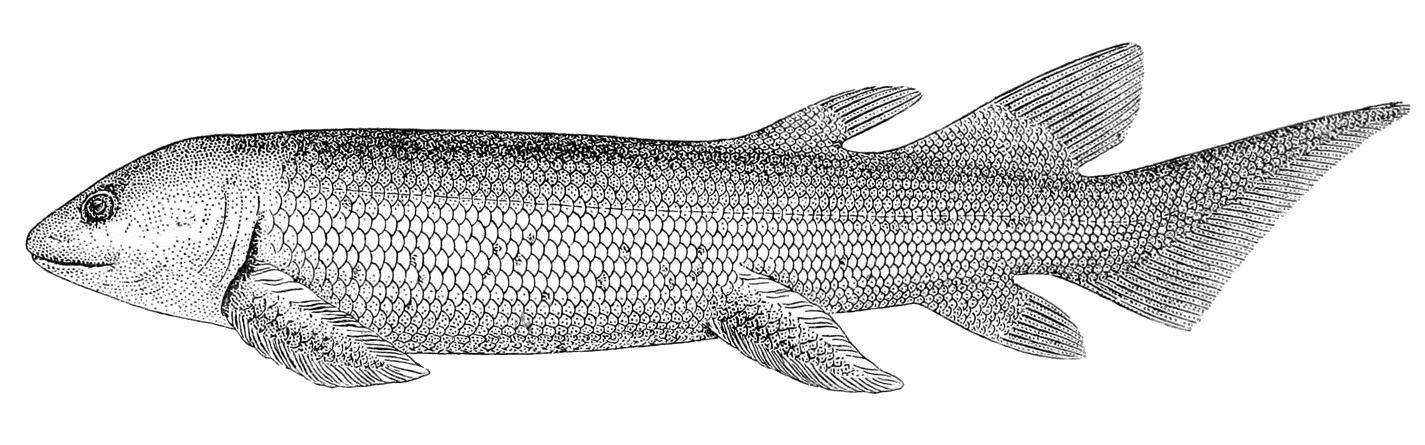
Dipterus valenciennesi.
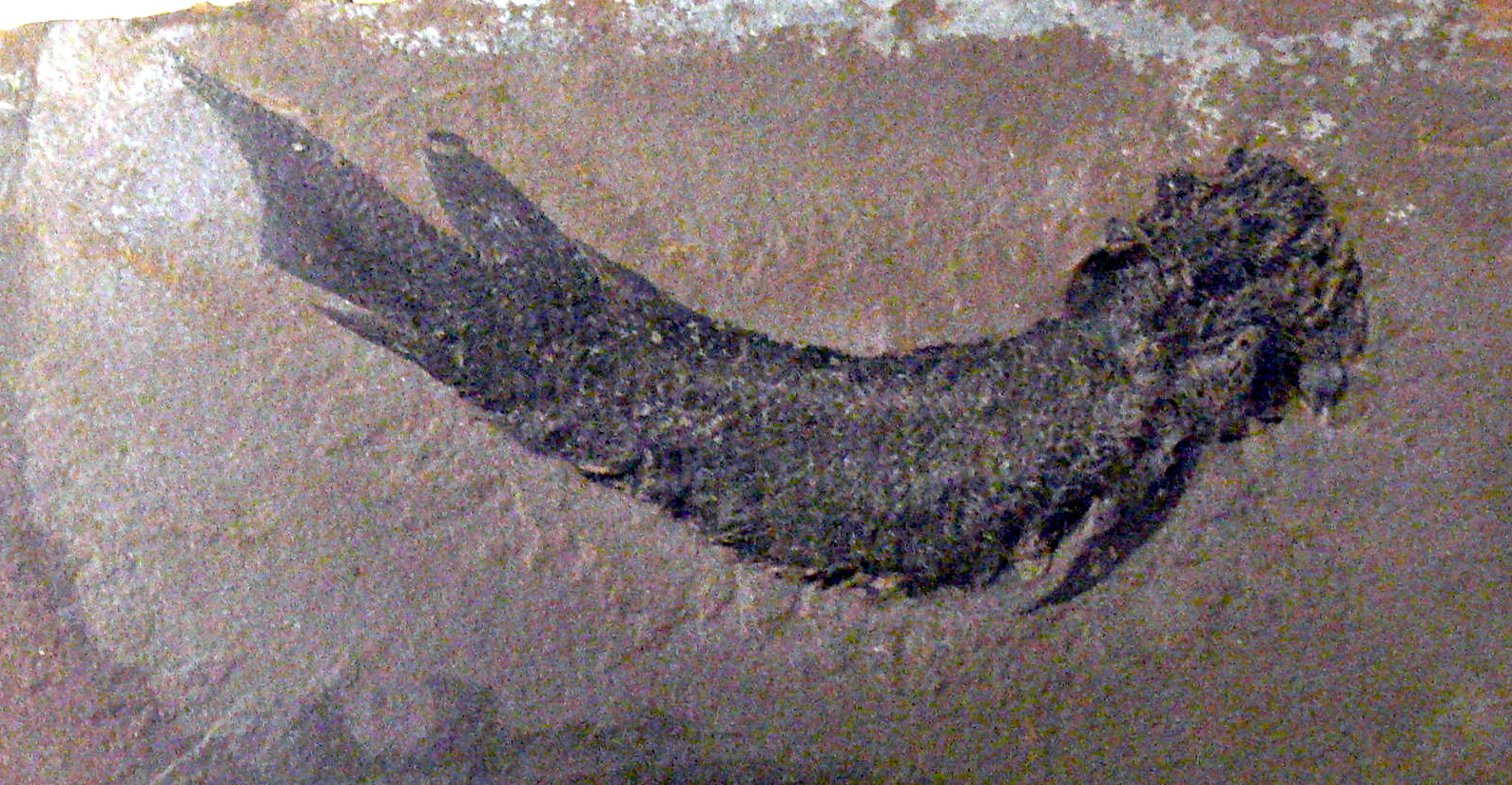
Fossile de Dipterus valenciennesi.